# Charitate Christi
Charitate Christi (lat. „Die Liebe Christi“) ist eine Enzyklika von Papst Leo XII., mit der er am 25. Dezember 1825 das von ihm mit der Enzyklika „Quod hoc ineunte“ proklamierte universale Jubeljahr 1825 verlängerte.
Leo XII. lobte die große Bereitschaft und bedankte sich bei allen Pilgern für ihren unermüdlichen Besuch der Heiligen Stadt Rom und der Heiligen Stätten. Er erwähnte die frühere Strenge der Kirche in Bezug auf die Buße. Er stellte heraus, dass die praktisch erleichterten Anforderungen nicht zur Nachgiebigkeit in der Buße und in der Einhaltung der Sakramente führen dürften. Denn sonst, so meinte der Papst, würde eine Bedrohung für die Kirche erwachsen und die christliche Gesellschaft wäre gefährdet. Mit diesen Feststellungen ermahnte er zur gewissenhaften Aufsicht der Kleriker und erinnerte an die Sorge um die Armen und Schwachen.